# Peugeot 1007
El Peugeot 1007 és un monovolum del segment A produït pel fabricant francès Peugeot des de l'any 2005. És un quatre places amb carrosseria de tres portes dissenyada per Pininfarina. Les portes laterals són corredisses i elèctriques, i els seients posteriors tenen desplaçament longitudinal de 230 mm.
El 1007 té motor davanter transversal i tracció davantera, i s'ofereix amb caixes de canvis manuals i automàtiques de cinc marxes. Alguns dels seus rivals són els Lancia Ypsilon, Nissan Micra, Mini, Opel Agila i Suzuki Swift.
Igual que en el Peugeot 4007, el doble zero en el seu nom indica que és un model especial, diferent d'un automòbil de turisme, un cupè o un descapotable.
Els dos motors gasolina tenen injecció indirecta, mentre que els dos dièsel tenen injecció directa common-rail. Els gasolina són un 1.4 litres de 75 o 90 CV, i un 1.6 litres de 110 CV, el primer de dues vàlvules per cilindre i els dos restants de quatre vàlvules per cilindre. Els Dièsel són un 1.4 litres amb turbocompressor de geometria fixa i dues vàlvules per cilindre de 68 CV, i un 1.6 litres amb turbocompressor de geometria variable, intercooler i quatre vàlvules per cilindre de 109 CV.